# Campo di battaglia di Gettysburg

Il campo di battaglia di Gettysburg.

Il campo di battaglia di Gettysburg fa parte del Gettysburg National Military Park e include l'area in cui si svolsero i principali scontri della Battaglia di Gettysburg avviatasi all'alba del 1º luglio 1863 all'interno e nei dintorni del distretto cittadino di Gettysburg (Pennsylvania).
Comprende inoltre le municipalità (township) di Cumberland (Contea di Adams, Pennsylvania), Franklin (contea di Adams, Pennsylvania) e Straban, tutte nella Contea di Adams (Pennsylvania).
Le posizioni assunte si estendono dal sito ampio 4 acri (1,6 ha) in cui venne esploso il primo colpo fino a Knoxlyn Ridge ad ovest del territorio comunale, per giungere ad East Cavalry Field a est nel corso degli impegni militari della terza giornata della battaglia di Gettysburg.
Una schermaglia precedente alla battaglia fu condotta sul ponte della Gettysburg Railroad all'altezza di Rock Creek, che venne dato alle fiamme già il 27 di giugno.

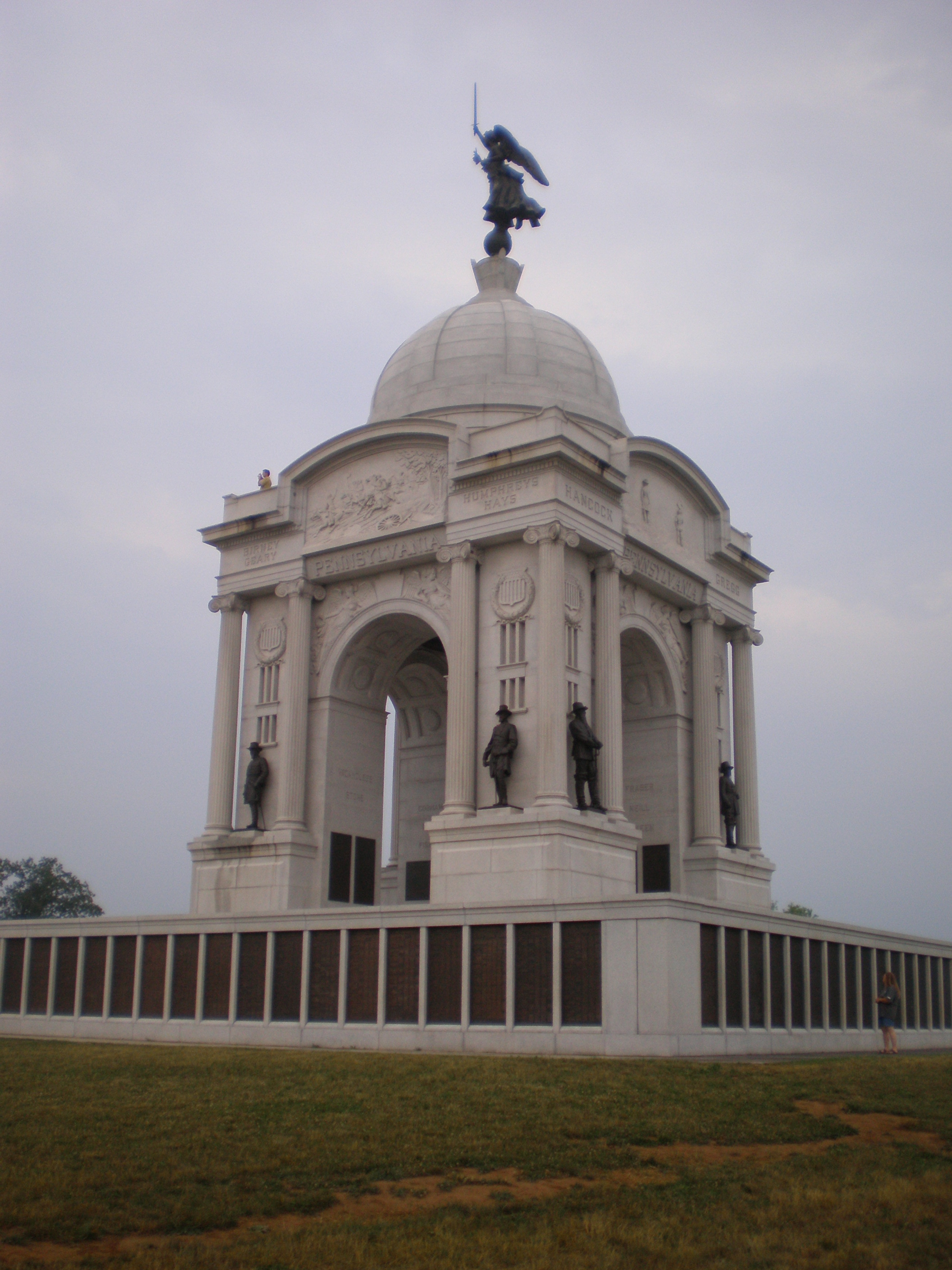
Il Pennsylvania State Memorial configura il più vasto campo di battaglia e uno dei
over 12 monumenti statali.

## Geografia
Entro 10 miglia (16 km) dalla linea Mason-Dixon - la quale segna il confine tra gli Stati federati del Maryland e della Pennsylvania - il campo di battaglia si trova nel bacino di Gettysburg-Newark della regione pedemontana, interamente all'interno dello spartiacque del fiume Potomac, nei pressi del triplo incrocio costituito dalle insenature di Marsh e Rock con il fiume Susquehanna (vicino a Oak Hill) che occupa un'area di 3,33 per 5,33 miglia (5,4 km × 8,6 km).
Ulteriori combattimenti si verificarono all'interno e tutt'attorno al distretto cittadino (nel 1863 con una popolazione totale di 2.400 residenti), che rimane il centro della popolazione per l'area di battaglia agli incroci delle strade che collegano il distretto con 10 città vicine della Pennsylvania e del Maryland (ad esempio, le strade di transito antebelliche a Chambersburg, York (Pennsylvania) e Baltimora.).

### Topografia
La battaglia ebbe inizio ad ovest nelle creste di Lohr, Whistler, School-House, e Knoxlyn tra Cashtown e Gettysburg. Più vicino alla cittadina la cavalleria dell'Unione scese dalla McPherson Ridge e dalla cresta di Herr, ed alla fine arrivò il supporto della fanteria per difendere Seminary Ridge nel lato ovest del distretto.
Oak Ridge, un'estensione verso nord di McPherson Ridge e Seminary Ridge, è costellata dalla Oak Hill, una postazione per l'artiglieria che controllava una buona zona a nord della città. Prima della Carica di Pickett vi erano "159 cannoni che si estendevano su una lunga fila dal Peach Orchard a Oak Hill che dovevano rispondere facendo fuoco simultaneamente".